# Chantelouve (film)

Chantelouve est un film muet français réalisé par Georges Monca et Rose Pansini, sorti en 1921.

## Fiche technique
- Réalisation : Georges Monca, Rose Pansini[1]
- Scénario : Étienne Rey
- Lieux de tournage : Studios de Saint-Laurent-du-Var[1]
- Société de production : Films Pansini[1]
- Société de distribution : Pathé Frères
- Format : Muet - Noir et blanc - 1,33:1 - 35 mm
- Durée : 54 minutes
- Date de sortie :
  - France : 2 décembre 1921

## Distribution
- Jean Toulout : Baron de Thièvres
- Yvette Andréyor : Baronne de Thièvres
- Marcel Vibert : Gilbert Mauroy
- Charles Boyer : Roger de Thièvres
- Rose Muselli : Lucienne